# Primaires présidentielles du Parti démocrate américain de 2020
Les primaires présidentielles du Parti démocrate américain de 2020 sont le processus par lequel les sympathisants et les membres du Parti démocrate désignent leur candidat à l'élection présidentielle de 2020 face au président républicain Donald Trump, candidat à un second mandat. Elles commencent par le caucus de l'Iowa le 3 février et se terminent par la primaire du Connecticut le 11 août. Près de 36 millions de personnes y participent.
Ces primaires interviennent dans un contexte où le Parti démocrate, après avoir repris la Chambre des représentants aux républicains lors des élections de mi-mandat, hésite sur la stratégie à adopter pour reconquérir la Maison-Blanche et le Sénat après l'échec d'Hillary Clinton en 2016. Dynamisée par l'émergence de Bernie Sanders, l'aile gauche du parti connaît un foisonnement intellectuel et militant important et voit l'élection de nouveaux représentants progressistes. Toutefois, l'aile centriste reste majoritaire au sein de l'appareil démocrate et génère elle aussi de nouvelles figures.
La pré-campagne est saluée pour sa diversité idéologique et ethnique, le renouvellement des figures qu'elle propose et son nombre important de femmes, ainsi que pour la présence inédite d'un candidat majeur assumant son homosexualité avec Pete Buttigieg. Certains observateurs nuancent ce constat en soulignant la division entre progressistes et centristes, l'absence de leader évident et la cristallisation finale de la compétition entre des hommes blancs septuagénaires.
Les premiers scrutins sont marqués par des performances importantes de Pete Buttigieg et plus encore de Bernie Sanders, tandis que l'ancien vice-président Joe Biden, initialement favori, réalise une série de contre-performances avant d'opérer une remontée fulgurante. Par la suite s'installe rapidement un duel entre Biden et Sanders, qui tourne à l'avantage du premier après que celui-ci a reçu le ralliement des autres candidats centristes. Alors que les primaires sont perturbées par la pandémie de coronavirus, Sanders finit par suspendre sa campagne, permettant à Biden de devenir le candidat démocrate.
Le 3 novembre suivant, lors d'une élection au taux de participation sans précédent, Joe Biden bat Donald Trump, obtenant un record absolu de 81 millions de voix - soit 7 millions d'avance sur son adversaire - et 51 % du vote populaire. À ses côtés, Kamala Harris, candidate lors de la pré-campagne de ces primaires qui avait dû se retirer avant les premiers scrutins, est élue vice-présidente des États-Unis, et devient la première femme à accéder à l'un des deux postes exécutifs.

## Candidats

### Candidat en lice à la fin des primaires
| Candidat  | Candidat | Fonction la plus récente                  | État     | Logotype  |
| --------- | -------- | ----------------------------------------- | -------- | --------- |
| Joe Biden |          | Vice-président des États-Unis (2009-2017) | Delaware | Joe Biden |

### Candidatures retirées

#### Avant les primaires
- Richard Ojeda, un ancien officier de l'US Army, élu au Sénat de Virginie-Occidentale de 2016 à 2019 ayant voté pour Donald Trump lors de l'élection de 2016, se retire le 25 janvier 2019[1].
- Eric Swalwell, représentant des États-Unis pour la Californie, se retire le 8 juillet 2019 et annonce sa candidature à un nouveau mandat à la Chambre[2].
- Mike Gravel, ancien sénateur des États-Unis pour l'Alaska (1969-1981), se retire le 31 juillet 2019[3].
- John Hickenlooper, ancien gouverneur du Colorado (2011-2019), se retire le 15 août 2019[4] et annonce sa candidature pour le poste de sénateur des États-Unis pour le Colorado face au républicain sortant Cory Gardner[5].
- Jay Inslee, gouverneur de l'État de Washington depuis 2013, se retire le 21 août 2019[6].
- Seth Moulton, représentant des États-Unis pour le Massachusetts, se retire le 23 août 2019[7].
- Kirsten Gillibrand, sénatrice pour l'État de New York, se retire le 28 août 2019[8].
- Bill de Blasio, maire de New York, se retire le 20 septembre 2019[9].
- Tim Ryan, représentant des États-Unis pour l'Ohio, se retire le 24 octobre 2019 et annonce sa candidature à un nouveau mandat à la Chambre[10].
- Beto O'Rourke, ancien représentant des États-Unis pour le Texas et candidat malheureux au Sénat en 2018, retire sa candidature le 1er novembre 2019[11].
- Wayne Messam, maire de Miramar, se retire le 20 novembre 2019[12].
- Joe Sestak, ancien représentant des États-Unis pour la Pennsylvanie, se retire le 1er décembre 2019[13].
- Steve Bullock, gouverneur du Montana depuis 2013, se retire le 2 décembre 2019[14].
- Kamala Harris, sénatrice pour la Californie depuis 2017, se retire le 3 décembre 2019[15].
- Julián Castro, secrétaire au Logement et au Développement urbain des États-Unis sous l'administration Obama, retire sa candidature le 2 janvier 2020[16]. Il annonce le 6 janvier son soutien à Elizabeth Warren[17].
- Marianne Williamson, écrivaine, se retire le 10 janvier 2020[18].
- Cory Booker, sénateur pour le New Jersey, retire sa candidature le 13 janvier 2020[19].
- John Delaney, représentant des États-Unis pour le Maryland, se retire le 31 janvier 2020[20].

#### Pendant les primaires
- Andrew Yang, entrepreneur, se retire le 11 février 2020 après l'annonce des résultats de la primaire du New Hampshire[21].
- Michael Bennet, sénateur du Colorado, se retire le 11 février 2020 après l'annonce des résultats de la primaire du New Hampshire[22].
- Deval Patrick, ancien Gouverneur du Massachusetts, se retire le 12 février 2020. Cet abandon fait suite aux résultats de la primaire du New Hampshire[23].
- Tom Steyer se retire le 29 février 2020. Cet abandon fait suite aux résultats de la primaire de Caroline du Sud[24].
- Pete Buttigieg, ancien maire de South Bend (Indiana) se retire le 1er mars 2020. Cet abandon fait suite aux résultats de la primaire de Caroline du Sud[25]. Il annonce son soutien à Joe Biden[26].
- Amy Klobuchar, sénatrice du Minnesota, se retire le 2 mars 2020. Elle annonce immédiatement son soutien à Joe Biden[27].
- Michael Bloomberg, ancien maire de New York, se retire le 4 mars 2020. Cet abandon fait suite aux résultats du Super Tuesday. Il annonce son soutien à Joe Biden[28].
- Elizabeth Warren, sénatrice du Massachusetts se retire le 5 mars 2020. Cet abandon fait suite aux résultats du Super Tuesday[29].
- Tulsi Gabbard, représentante des États-Unis pour l'état d'Hawaii, retire sa candidature le 19 mars 2020. Elle annonce son soutien à Joe Biden[30].
- Bernie Sanders, sénateur du Vermont, retire sa candidature le 8 avril 2020 et annonce son soutien à Joe Biden.

## Évolution de la campagne des primaires

### Chronologie
|  | \| \| Candidat aux élections présidentielles \| \| \| Campagnes abandonnées \| \| \| Élections de mi-mandat \| \| \| Caucus de l'Iowa \| \| \| Primaire du New Hampshire \| \| \| Super Tuesday \| \| \| Primaire du district de Columbia \| \| \| Convention nationale démocrate 2020 \| \| \| Élection présidentielle \| |
|  | Candidat aux élections présidentielles |
|  | Campagnes abandonnées |
|  | Élections de mi-mandat |
|  | Caucus de l'Iowa |
|  | Primaire du New Hampshire |
|  | Super Tuesday |
|  | Primaire du district de Columbia |
|  | Convention nationale démocrate 2020 |
|  | Élection présidentielle |

### Contexte
L'échec d'Hillary Clinton, associée à l'establishment lors de la précédente élection présidentielle, est vécu comme une grande déception par les militants et les électeurs démocrates. Parmi les personnalités envisagées pour affronter Donald Trump, l'ancien vice-président Joe Biden fait initialement figure de favori. Bernie Sanders, sénateur des États-Unis pour le Vermont et candidat malheureux des primaires démocrates de 2016, exprime son intérêt pour une nouvelle candidature, déclarant en novembre 2018 : « s'il s'avère que je suis le meilleur candidat pour battre Donald Trump, alors je serai probablement candidat ». Cependant, l'âge avancé des deux prétendants potentiels est souvent présenté comme un handicap. Une nouvelle figure démocrate plus jeune pourrait être préférée par les électeurs,. Par ailleurs, les élections intermédiaires et les tendances qui peuvent être observées au sein du Parti démocrate montrent que les électeurs semblent plébisciter des personnalités situées plus à gauche sur l'échiquier politique que les représentants actuels, comme en témoigne l'ascension politique d'Alexandria Ocasio-Cortez, nouvelle représentante pour l'État de New York. La tendance pourrait néanmoins éloigner certains électeurs modérés du camp démocrate, en particulier dans les États pivots, au bénéfice de Donald Trump.
Hillary Clinton est mentionnée comme un recours potentiel pour affronter à nouveau Donald Trump, mais elle dément ces rumeurs, avant d'évoquer elle-même cette hypothèse. Les candidatures d'autres personnalités sont également envisagées, comme celles de l'ancien maire de New York Michael Bloomberg et de l'ancienne Première dame Michelle Obama, qui refuse de se présenter.
L'ancien vice-président Joe Biden se maintient en tête des intentions de vote selon les sondages, principalement grâce aux électeurs âgés de plus de 45 ans et la majorité silencieuse peu politisée et effrayée par les grands changements portés par Elizabeth Warren et Bernie Sanders. Wall Street semble très défavorable à l’idée d’une présidence Warren et contribue à financer les campagnes de ses adversaires centristes,.
En 2019, l’ensemble des candidats à la primaire se sont engagés à refuser les Comités d'action politique (PAC), auxquels les entreprises peuvent contribuer sans réelle limite. Certains participent aux dîners et événements destinés aux levées de fonds pour récolter les contributions des riches donateurs, d’autres, comme Warren et Sanders, s'en remettent aux seuls dons spontanés des petits contributeurs. Face aux attaques répétées provenant des républicains depuis le début de la controverse ukrainienne, Biden choisit finalement d’accepter la création d’un Super PAC pour le défendre.

### Évolutions des candidatures
- 29 juillet 2017 : John Delaney est le premier démocrate à annoncer sa candidature[43].
- 6 novembre 2017 : Andrew Yang dépose sa candidature[44].
- 15 novembre 2018 : Marianne Williamson annonce la création d'un comité exploratoire.
- 31 décembre 2018 : Elizabeth Warren annonce la création d'un comité de soutien, « Presidential Exploratory Committee »[45].
- 11 janvier 2019 : Tulsi Gabbard annonce sa candidature[43].
- 12 janvier 2019 : Julián Castro déclare à son tour sa candidature[46].
- 21 janvier 2019 : Kamala Harris annonce sa candidature[47].
- 23 janvier 2019 : Kirsten Gillibrand annonce son entrée dans la course par la création d’un comité de soutien[48].
- 23 janvier 2019 : Pete Buttigieg crée aussi un comité de soutien pour sa candidature[43].
- 28 janvier 2019 : Marianne Williamson annonce formellement sa candidature[49].
- 2 février 2019 : Cory Booker annonce sa candidature[50].
- 9 février 2019 : Elizabeth Warren, après avoir créé son comité de soutien le 31 décembre 2018, annonce officiellement sa candidature[51].
- 10 février 2019 : Amy Klobuchar annonce sa candidature[52].
- 19 février 2019 : Bernie Sanders annonce sa candidature par une vidéo enregistrée[53].
- 1er mars 2019 : Jay Inslee annonce sa candidature[54].
- 4 mars 2019 : John Hickenlooper annonce sa candidature[55].
- 14 mars 2019 : Beto O'Rourke annonce sa candidature[56].
- 19 mars 2019 : Mike Gravel annonce la création d'un comité exploratoire.
- 4 avril 2019 : Tim Ryan annonce sa candidature[57].
- 8 avril 2019 : Eric Swalwell annonce sa candidature[58].
- 8 avril 2019 : Mike Gravel annonce formellement sa candidature.
- 15 avril 2019 : Pete Buttigieg confirme être candidat[59].
- 22 avril 2019 : Seth Moulton annonce sa candidature[60].
- 25 avril 2019 : Joe Biden annonce formellement dans une vidéo sa candidature[61].
- 2 mai 2019 : Michael Bennet annonce sa candidature.
- 14 mai 2019 : Steve Bullock annonce sa candidature.
- 16 mai 2019 : Bill de Blasio annonce sa candidature.
- 23 juin 2019 : Joe Sestak annonce sa candidature.
- 9 juillet 2019 : Tom Steyer annonce sa candidature.
- 14 novembre 2019 : Deval Patrick annonce sa candidature. Il la suspend le 12 février 2020.
- 24 novembre 2019 : Michael Bloomberg annonce sa candidature[62]. Il la suspend au lendemain du Super Tuesday.

## Débats
Le 20 décembre 2018, le président du Comité national démocrate Tom Perez annonce qu'une série de débats devrait commencer dès le mois de juin 2019. Le 6 mars 2019, le Parti démocrate annonce qu'aucun débat n'aura lieu sur Fox News, la principale chaîne télévisée conservatrice américaine.
Plusieurs débats sont prévus. Face au nombre très important de candidats au début de la primaire, il fut décidé pour les deux premiers débats de les scinder en deux soirées, contrairement à la primaire républicaine de 2016, les candidats sont répartis aléatoirement, il n'y a pas de débats entre les favoris des sondages et les outsiders. Pour chaque débat, des critères d'éligibilité sont requis pour la participation, se basant sur la popularité dans les sondages, le nombre de donateurs et, dès le début des votes, de l'obtention de délégués.
Les candidats peuvent participer à des forums (en), sur des sujets et associations spécifiques. Contrairement aux débats, les candidats s'expriment par monologues, sans interactions avec leurs adversaires.
Historique des débats
- 26-27 juin 2019 : premier débat à Miami, en deux soirées. L'audience est de 15 à 18 millions de personnes[66],[67].
- 30-31 juillet 2019 : second débat à Détroit, en deux soirées. L'audience chute à 10 millions[68],[69],[70].
- 12 septembre 2019 : troisième débat à Houston. Il rassemble 14 millions de téléspectateurs[71],[72].
- 15 octobre 2019 : quatrième débat à Westerville. Il rassemble 8 millions de téléspectateurs[73],[74].
- 20 novembre 2019 : cinquième débat à Atlanta[75].
- 19 décembre 2019 : sixième débat à Los Angeles[76].
- 14 janvier 2020 : septième débat à Des Moines[77].
- 7 février 2020 : huitième débat à Manchester.
- 19 février 2020 : neuvième débat à Las Vegas. À partir de ce débat, les critères changent, le nombre de donateurs ne compte plus, l'obtention de délégués électoraux est nécessaire pour être qualifié[78].
- 25 février 2020 : dixième débat à Columbia.
- 15 mars 2020 : 11e et dernier débat aux studios de CNN à Washington, à huis clos en raison de la pandémie de coronavirus.

Un douzième débat était prévu mais est annulé du fait de la pandémie et du retrait de Bernie Sanders.
| Candidat            | 1er | 2e  | 3e  | 4e  | 5e  | 6e  | 7e  | 8e  | 9e  | 10e | 11e |
| ------------------- | --- | --- | --- | --- | --- | --- | --- | --- | --- | --- | --- |
| Michael Bennet      | oui | oui |     |     |     |     |     |     |     |     |     |
| Joe Biden           | oui | oui | oui | oui | oui | oui | oui | oui | oui | oui | oui |
| Cory Booker         | oui | oui | oui | oui | oui |     |     |     |     |     |     |
| Michael Bloomberg   |     |     |     |     |     |     |     |     | oui | oui |     |
| Steve Bullock       |     | oui |     |     |     |     |     |     |     |     |     |
| Pete Buttigieg      | oui | oui | oui | oui | oui | oui | oui | oui | oui | oui |     |
| Julián Castro       | oui | oui | oui | oui |     |     |     |     |     |     |     |
| Bill de Blasio      | oui | oui |     |     |     |     |     |     |     |     |     |
| John Delaney        | oui | oui |     |     |     |     |     |     |     |     |     |
| Tulsi Gabbard       | oui | oui |     | oui | oui |     |     |     |     |     |     |
| Kirsten Gillibrand  | oui | oui |     |     |     |     |     |     |     |     |     |
| Kamala Harris       | oui | oui | oui | oui | oui |     |     |     |     |     |     |
| John Hickenlooper   | oui | oui |     |     |     |     |     |     |     |     |     |
| Jay Inslee          | oui | oui |     |     |     |     |     |     |     |     |     |
| Amy Klobuchar       | oui | oui | oui | oui | oui | oui | oui | oui | oui | oui |     |
| Beto O'Rourke       | oui | oui | oui | oui |     |     |     |     |     |     |     |
| Tim Ryan            | oui | oui |     |     |     |     |     |     |     |     |     |
| Bernie Sanders      | oui | oui | oui | oui | oui | oui | oui | oui | oui | oui | oui |
| Tom Steyer          |     |     |     |     |     |     |     |     |     |     |     |
| Eric Swalwell       | oui |     |     |     |     |     |     |     |     |     |     |
| Elizabeth Warren    | oui | oui | oui | oui | oui | oui | oui | oui | oui | oui |     |
| Marianne Williamson | oui | oui |     |     |     |     |     |     |     |     |     |
| Andrew Yang         |     |     |     |     |     |     |     |     |     |     |     |

## Programmes des candidats
Le camp démocrate est assez divisé du point de vue idéologique, au-delà de l'opposition contre Trump. Parmi les favoris, le parti est clivé entre Biden, Bloomberg et Buttigieg, reconnus comme centristes et pragmatiques et Sanders et Warren, identifiés comme bien plus à gauche et progressistes (liberal),,,.

### Écologie
Bernie Sanders défend un programme de lutte contre le changement climatique, le Green New Deal, en réduisant drastiquement les émissions de carbone. Son programme entend consacrer 16 300 milliards de dollars aux problématiques environnementales afin d'atteindre une énergie propre à 100 % pour l'activité des industries de l'énergie et du transport d'ici à 2030 et une économie décarbonée dans son intégralité vingt ans plus tard. Le changement climatique deviendrait une « urgence nationale », des investissements massifs dans la recherche et le développement ou dans les énergies renouvelables seraient effectués. La fracturation hydraulique serait interdite aux États-Unis, ainsi que les imports et exports d'énergies fossiles. Les activités des entreprises et des grandes fortunes liées aux énergies qui ne respectent pas les critères écologiques seraient massivement taxées et un travail serait réalisé avec la Securities and Exchange Commission (SEC) pour rediriger les investissements vers des fonds écologiques.

### Guerres au Moyen-Orient
L'exécution du général iranien Qassem Soleimani dans un raid américain à Bagdad en janvier 2020, et la mort de dizaines de miliciens chiites irakiens dans des bombardements ordonnés par Donald Trump provoquent de très vives tensions entre les États-Unis d'une part et l'Iran et l'Irak d'autre part.
Bernie Sanders est sorti du lot en dénonçant sans ambiguïté l'acte du président : « Sa dangereuse escalade nous amène tout près d’une nouvelle guerre désastreuse au Moyen-Orient », Les autres candidats ont dénoncé « l'irresponsabilité » du président, mais sont restés sur la réserve, fustigeant au préalable, comme l'ont fait Joe Biden, Michael Bloomberg, Elisabeth Warren et Pete Buttigieg, le général iranien assassiné.
Bernie Sanders a également estimé que la politique étrangère des États-Unis complique la lutte contre les inégalités économiques : « Ce sont rarement les enfants de la classe milliardaire qui sont confrontés à l'agonie d'une politique étrangère imprudente - ce sont les enfants des familles de travailleurs. »
La presse américaine et les candidats à la primaire se sont peu intéressés aux questions de politiques internationales. Seul 10 à 15 % du temps y a été consacré lors des six premiers débats télévisés des candidats démocrates. Le journal The Des Moines Register a inventorié les questions posées à tous les candidats démocrates lors d’événements publics en Iowa pendant trois semaines en octobre et en novembre. Sur les 321 questions, 14, soit 4,4 %, portaient sur la politique étrangère. Selon les enquêtes d'opinion, seuls 5 % des électeurs américains considèrent la politique étrangère comme le sujet le plus important.

### Économie
Sur la question des inégalités sociales, Bernie Sanders et Elizabeth Warren proposent les programmes les plus détaillés et les plus à gauche. Tous deux défendent le projet d’impôt sur la fortune, inédit aux États-Unis, et des mesures plus vigoureuses en matière de lutte contre l’évasion fiscale. Avec l’argent récupéré (2 750 milliards de dollars sur dix ans pour son projet d’impôt sur la fortune), Elizabeth Warren, dont l’axe principal de campagne est la défense de « la classe moyenne attaquée », prévoit de financer la gratuité d’une partie de l’enseignement supérieur, l’effacement d’un tiers de la dette étudiante et la création d’un service public de la petite enfance. Elle se rallie également au programme « Medicare for All » défendu de longue date par Bernie Sanders, qui prévoit une profonde réforme du système de santé avec la mise en place d’une couverture publique universelle. Le sénateur du Vermont propose en outre un impôt sur les successions allant jusqu’à 77 % pour les plus riches, l’instauration de taxes sur les transactions financières qui rapporteraient 2 400 milliards sur dix ans, l’effacement de la totalité des dettes étudiantes, ainsi que la gratuité des universités publiques. 
Joe Biden reste plus évasif sur la question des inégalités sociales, tout en déclarant vouloir annuler la réforme fiscale de Donald Trump, laquelle a essentiellement bénéficié aux Américains les plus riches. Il s'emploie à rassurer les grandes fortunes américaines sur ses intentions, leur assurant que « rien ne changera vraiment » s'il était élu et qu'il ne les « laisserait pas tomber ». Il promet cependant de créer de nouveaux programmes sociaux visant à lutter contre la pauvreté mais que ceux-ci ne nécessiteront pas de hausses d’impôts pour être financés.
Parmi les projets des autres candidats sur la question des inégalités sociales, figurent en particulier le revenu universel de Andrew Yang, l’augmentation du salaire des enseignants et le crédit d'impôt pour les travailleurs pauvres de Kamala Harris, les « baby bonds » (des fonds dotés jusqu’à 50 000 dollars par enfant à utiliser pour financer des frais d’université, démarrer son entreprise, ou contribuer à l'achat d'une maison) de Cory Booker. La hausse du salaire minimum à 15 dollars, défendue par Sanders lors de la primaire démocrate de 2016, fait désormais consensus auprès des candidats à l’investiture. 

## Organisation des primaires et caucus
Les dates des primaires et des caucus indiqués sur la carte ont été fixées par les statuts des États ou les décisions des partis des États, mais sont susceptibles d'être modifiées.
Les élections primaires ont lieu de février à août 2020. Elles commencent le 3 février 2020 avec le caucus de l'Iowa. Le 3 mars 2020 est marqué par le Super Tuesday, lors duquel 14 États organisent leurs élections primaires.

### Dates et nombre des délégués
| Mois                              | Date                              | État ou territoire                | Délégués |
| --------------------------------- | --------------------------------- | --------------------------------- | -------- |
| Total (50 États) et 7 territoires | Total (50 États) et 7 territoires | Total (50 États) et 7 territoires | 3 979    |
| février 2020                      | 03/02                             | Iowa                              | 41       |
| février 2020                      | 03/02                             | 3 février 2020 (1 État)           | 41       |
| février 2020                      | 11/02                             | New Hampshire                     | 24       |
| février 2020                      | 11/02                             | 11 février 2020 (1 État)          | 24       |
| février 2020                      | 22/02                             | Nevada                            | 36       |
| février 2020                      | 22/02                             | 22 février 2020 (1 État)          | 36       |
| février 2020                      | 29/02                             | Caroline du Sud                   | 54       |
| février 2020                      | 29/02                             | 29 février 2020 (1 État)          | 54       |
| février 2020                      | février 2020 (4 États)            | février 2020 (4 États)            | 155      |
| mars 2020                         | 03/03                             | Alabama                           | 52       |
| mars 2020                         | 03/03                             | Arkansas                          | 31       |
| mars 2020                         | 03/03                             | Californie                        | 415      |
| mars 2020                         | 03/03                             | Caroline du Nord                  | 110      |
| mars 2020                         | 03/03                             | Colorado                          | 67       |
| mars 2020                         | 03/03                             | Maine                             | 24       |
| mars 2020                         | 03/03                             | Massachusetts                     | 91       |
| mars 2020                         | 03/03                             | Minnesota                         | 75       |
| mars 2020                         | 03/03                             | Oklahoma                          | 37       |
| mars 2020                         | 03/03                             | Samoa américaines                 | 6        |
| mars 2020                         | 03/03                             | Tennessee                         | 64       |
| mars 2020                         | 03/03                             | Texas                             | 228      |
| mars 2020                         | 03/03                             | Utah                              | 29       |
| mars 2020                         | 03/03                             | Vermont                           | 16       |
| mars 2020                         | 03/03                             | Virginie                          | 99       |
| mars 2020                         | 03/03                             | 3 mars 2020 (15 États)            | 1 344    |
| mars 2020                         | 10/03                             | Dakota du Nord                    | 14       |
| mars 2020                         | 10/03                             | Démocrates de l'étranger          | 13       |
| mars 2020                         | 10/03                             | Idaho                             | 20       |
| mars 2020                         | 10/03                             | Michigan                          | 125      |
| mars 2020                         | 10/03                             | Mississippi                       | 36       |
| mars 2020                         | 10/03                             | Missouri                          | 68       |
| mars 2020                         | 10/03                             | Washington (État)                 | 89       |
| mars 2020                         | 10/03                             | 10 mars 2020 (7 États)            | 365      |
| mars 2020                         | 14/03                             | Îles Mariannes du Nord            | 6        |
| mars 2020                         | 14/03                             | 14 mars 2020 (1 État)             | 6        |
| mars 2020                         | 17/03                             | Arizona                           | 67       |
| mars 2020                         | 17/03                             | Floride                           | 219      |
| mars 2020                         | 17/03                             | Illinois                          | 155      |
| mars 2020                         | 17/03                             | 17 mars 2020 (3 États)            | 441      |
| mars 2020                         | mars 2020 (26 États)              | mars 2020 (26 États)              | 2 156    |
| avril 2020                        | 07/04                             | Wisconsin                         | 84       |
| avril 2020                        | 07/04                             | 7 avril 2020 (1 État)             | 84       |
| avril 2020                        | 10/04                             | Alaska                            | 15       |
| avril 2020                        | 10/04                             | 10 avril 2020 (1 État)            | 15       |
| avril 2020                        | 17/04                             | Wyoming                           | 14       |
| avril 2020                        | 17/04                             | 17 avril 2020 (1 État)            | 14       |
| avril 2020                        | 28/04                             | Ohio                              | 136      |
| avril 2020                        | 28/04                             | 28 avril 2020 (1 État)            | 136      |
| avril 2020                        | avril 2020 (4 États)              | avril 2020 (4 États)              | 249      |
| mai 2020                          | 02/05                             | Kansas                            | 39       |
| mai 2020                          | 02/05                             | 2 mai 2020 (1 État)               | 39       |
| mai 2020                          | 12/05                             | Nebraska                          | 29       |
| mai 2020                          | 12/05                             | 12 mai 2020 (1 État)              | 29       |
| mai 2020                          | 19/05                             | Oregon                            | 61       |
| mai 2020                          | 19/05                             | 19 mai 2020 (1 État)              | 61       |
| mai 2020                          | 22/05                             | Hawaï                             | 24       |
| mai 2020                          | 22/05                             | 22 mai 2020 (1 État)              | 24       |
| mai 2020                          | mai 2020 (4 États)                | mai 2020 (4 États)                | 153      |
| juin 2020                         | 02/06                             | Dakota du Sud                     | 16       |
| juin 2020                         | 02/06                             | Indiana                           | 82       |
| juin 2020                         | 02/06                             | Maryland                          | 96       |
| juin 2020                         | 02/06                             | Montana                           | 19       |
| juin 2020                         | 02/06                             | Nouveau Mexique                   | 34       |
| juin 2020                         | 02/06                             | Pennsylvanie                      | 186      |
| juin 2020                         | 02/06                             | Rhode Island                      | 26       |
| juin 2020                         | 02/06                             | Washington (district de Columbia) | 20       |
| juin 2020                         | 02/06                             | 2 juin 2020 (8 États)             | 479      |
| juin 2020                         | 06/06                             | Guam                              | 7        |
| juin 2020                         | 06/06                             | Îles Vierges des États-Unis       | 7        |
| juin 2020                         | 6 juin 2020 (1 État)              | 7                                 |          |
| juin 2020                         | 09/06                             | Géorgie                           | 105      |
| juin 2020                         | 09/06                             | Virginie-Occidentale              | 28       |
| juin 2020                         | 09/06                             | 9 juin 2020 (2 États)             | 133      |
| juin 2020                         | 23/06                             | Kentucky                          | 54       |
| juin 2020                         | 23/06                             | New York                          | 274      |
| juin 2020                         | 23/06                             | 23 juin 2020 (2 États)            | 328      |
| juin 2020 (13 États)              | juin 2020 (13 États)              | 947                               |          |
| juillet 2020                      | 07/07                             | Delaware                          | 21       |
| juillet 2020                      | 07/07                             | New Jersey                        | 126      |
| juillet 2020                      | 07/07                             | 7 juillet 2020 (2 États)          | 147      |
| juillet 2020                      | 11/07                             | Louisiane                         | 54       |
| juillet 2020                      | 11/07                             | 11 juillet 2020 (1 État)          | 54       |
| juillet 2020                      | 12/07                             | Porto Rico                        | 51       |
| juillet 2020                      | 12/07                             | 12 juillet 2020 (1 État)          | 51       |
| juillet 2020                      | juillet 2020 (4 États)            | juillet 2020 (4 États)            | 252      |
| août 2020                         | 11/08                             | Connecticut                       | 60       |
| août 2020                         | 11/08                             | 11 août 2020 (1 État)             | 60       |
| août 2020                         | août 2020 (1 État)                | août 2020 (1 État)                | 60       |

### Reports
En raison de la pandémie de Covid-19 aux États-Unis, certains États ont reporté les dates des primaires et caucus :
- Les primaires de l'Ohio ont été reportées du 17 mars au 28 avril ;
- Les primaires de la Géorgie ont été reportées du 24 mars au 9 juin ;
- Les primaires de Porto Rico ont été reportées du 29 mars 12 juillet ;
- Les primaires d'Hawaï ont été reportées du 4 avril au 23 mai ;
- Les primaires de la Louisiane ont été reportées du 4 avril au 11 juillet ;
- Les primaires du Connecticut ont été reportées du 28 avril au 11 août ;
- Les primaires du Delaware ont été reportées du 28 avril au 7 juillet ;
- Les primaires du Maryland ont été reportées du 28 avril au 2 juin ;
- Les primaires de l'État de New York ont été reportées du 28 avril au 23 juin ;
- Les primaires de la Pennsylvanie ont été reportées du 28 avril au 2 juin ;
- Les primaires de Rhode Island ont été reportées du 28 avril au 2 juin ;
- Les caucus de Guam ont été reportées du 2 mai à une date indéterminée (probablement au mois de juin) ;
- Les primaires de l'Indiana ont été reportées du 5 mai au 2 juin ;
- Les primaires de la Virginie-Occidentale ont été reportées du 12 mai au 9 juin ;
- Les primaires du Kentucky ont été reportées du 19 mai au 23 juin ;
- Les primaires du New Jersey ont été reportées du 2 juin au 7 juillet.

## Sondages
Le graphique suivant illustre l'évolution de la position dans les agrégateurs de sondages de chaque candidat depuis décembre 2018 au niveau national. 
Le graphique qui aurait dû être présenté ici ne peut pas être affiché car il utilise l'ancienne extension Graph, désactivée pour des questions de sécurité. Des indications pour créer un nouveau graphique avec la nouvelle extension Chart sont disponibles ici.

## Résultats

### Cartes des résultats
|  |  |

### Résultats par État
| Date  | État ou territoire                | Système électoral     | Délégués | Biden     | Biden | Biden | Sanders   | Sanders | Sanders | Gabbard | Gabbard | Gabbard | Warren  | Warren | Warren | Bloomberg | Bloomberg | Bloomberg | Buttigieg | Buttigieg | Buttigieg | Klobuchar | Klobuchar | Klobuchar | Steyer  | Steyer | Steyer | Yang   | Yang | Yang | Bennet | Bennet | Bennet | Patrick | Patrick | Patrick |
| Date  | État ou territoire                | Système électoral     | Délégués | Voix      | %     | DÉ    | Voix      | %       | DÉ      | Voix    | %       | DÉ      | Voix    | %      | DÉ     | Voix      | %         | DÉ        | Voix      | %         | DÉ        | Voix      | %         | DÉ        | Voix    | %      | DÉ     | Voix   | %    | DÉ   | Voix   | %      | DÉ     | Voix    | %       | DÉ      |
| ----- | --------------------------------- | --------------------- | -------- | --------- | ----- | ----- | --------- | ------- | ------- | ------- | ------- | ------- | ------- | ------ | ------ | --------- | --------- | --------- | --------- | --------- | --------- | --------- | --------- | --------- | ------- | ------ | ------ | ------ | ---- | ---- | ------ | ------ | ------ | ------- | ------- | ------- |
| 03/02 | Iowa                              | Caucus fermés         | 41       | 23 605    | 13,8% | 6     | 45 652    | 26,7%   | 12      | 16      | 0,0%    | 0       | 34 909  | 20,4%  | 8      | 16        | 0,0%      | 0         | 43 209    | 25,3%     | 14        | 21 100    | 12,4%     | 1         | 413     | 0,2%   | 0      | 1 758  | 1,0% | 0    | 4      | 0,0%   | 0      | 0       | 0,0%    | 0       |
| 11/02 | New Hampshire                     | Primaire semi-fermée  | 24       | 24 944    | 8,4%  | 0     | 76 384    | 25,6%   | 9       | 9 755   | 3,3%    | 0       | 27 429  | 9,2%   | 0      | 0         | 0,0%      | 0         | 72 454    | 24,3%     | 9         | 58 714    | 19,7%     | 6         | 10 732  | 3,6%   | 0      | 8 312  | 2,8% | 0    | 952    | 0,3%   | 0      | 1 271   | 0,4%    | 0       |
| 22/02 | Nevada                            | Caucus fermés         | 36       | 19 179    | 18,9% | 9     | 41 075    | 40,5%   | 24      | 32      | 0,0%    | 0       | 11 703  | 11,5%  | 0      | 0         | 0,0%      | 0         | 17 598    | 17,3%     | 3         | 7 376     | 7,3%      | 0         | 4 120   | 4,1%   | 0      | 49     | 0,1% | 0    | 36     | 0,0%   | 0      | 8       | 0,0%    | 0       |
| 29/02 | Caroline du Sud                   | Primaire ouverte      | 54       | 262 336   | 48,7% | 39    | 106 605   | 19,8%   | 15      | 6 813   | 1,3%    | 0       | 38 120  | 7,1%   | 0      | 0         | 0,0%      | 0         | 44 217    | 8,2%      | 0         | 16 900    | 3,1%      | 0         | 61 140  | 11,3%  | 0      | 1 069  | 0,2% | 0    | 765    | 0,1%   | 0      | 288     | 0,1%    | 0       |
| 03/03 | Alabama                           | Primaire ouverte      | 52       | 286 065   | 63,3% | 44    | 74 755    | 16,5%   | 8       | 1 038   | 0,2%    | 0       | 25 847  | 5,7%   | 0      | 52 750    | 11,7%     | 0         | 1 416     | 0,3%      | 0         | 907       | 0,2%      | 0         | 1 048   | 0,2%   | 0      | 875    | 0,2% | 0    | 2 250  | 0,5%   | 0      | 0       | 0,0%    | 0       |
| 03/03 | Arkansas                          | Primaire ouverte      | 31       | 93 012    | 40,6% | 17    | 51 413    | 22,4%   | 9       | 1 593   | 0,7%    | 0       | 22 971  | 10,0%  | 0      | 38 312    | 16,7%     | 5         | 7 649     | 3,3%      | 0         | 7 009     | 3,1%      | 0         | 2 053   | 0,9%   | 0      | 715    | 0,3% | 0    | 574    | 0,3%   | 0      | 0       | 0,0%    | 0       |
| 03/03 | Californie                        | Primaire semi-fermée  | 415      | 1 613 854 | 27,9% | 172   | 2 080 846 | 36,0%   | 225     | 33 769  | 0,6%    | 0       | 762 555 | 13,2%  | 11     | 701 803   | 12,1%     | 7         | 249 256   | 4,3%      | 0         | 126 961   | 2,2%      | 0         | 113 092 | 2,0%   | 0      | 43 571 | 0,8% | 0    | 7 377  | 0,1%   | 0      | 2 022   | 0,0%    | 0       |
| 03/03 | Caroline du Nord                  | Primaire semi-fermée  | 110      | 572 271   | 43,0% | 68    | 322 645   | 24,2%   | 37      | 6 622   | 0,5%    | 0       | 139 912 | 10,5%  | 2      | 172 558   | 13,0%     | 3         | 43 632    | 3,3%      | 0         | 30 742    | 2,3%      | 0         | 10 679  | 0,8%   | 0      | 2 973  | 0,2% | 0    | 1 978  | 0,2%   | 0      | 1 341   | 0,1%    | 0       |
| 03/03 | Colorado                          | Primaire semi-fermée  | 67       | 236 565   | 24,6% | 21    | 355 293   | 37,0%   | 29      | 10 037  | 1,1%    | 0       | 168 695 | 17,6%  | 8      | 177 727   | 18,5%     | 9         | 0         | 0,0%      | 0         | 0         | 0,0%      | 0         | 3 323   | 0,4%   | 0      | 3 988  | 0,4% | 0    | 0      | 0,0%   | 0      | 227     | 0,0%    | 0       |
| 03/03 | Démocrates de l'étranger          | Primaire fermée       | 13       | 9 059     | 22,7% | 4     | 23 139    | 57,9%   | 9       | 146     | 0,4%    | 0       | 5 730   | 14,3%  | 0      | 892       | 2,2%      | 0         | 616       | 1,5%      | 0         | 224       | 0,6%      | 0         | 19      | 0,1%   | 0      | 85     | 0,2% | 0    | 0      | 0,0%   | 0      | 26      | 0,1%    | 0       |
| 03/03 | Maine                             | Primaire fermée       | 24       | 68 729    | 33,4% | 11    | 66 826    | 32,5%   | 9       | 1 815   | 0,9%    | 0       | 32 055  | 15,6%  | 4      | 24 294    | 11,8%     | 0         | 4 364     | 2,1%      | 0         | 2 826     | 1,4%      | 0         | 313     | 0,2%   | 0      | 696    | 0,3% | 0    | 0      | 0,0%   | 0      | 218     | 0,1%    | 0       |
| 03/03 | Massachusetts                     | Primaire semi-fermée  | 91       | 473 511   | 33,4% | 37    | 376 608   | 26,6%   | 30      | 10 542  | 0,7%    | 0       | 303 770 | 21,4%  | 24     | 166 086   | 11,7%     | 0         | 38 358    | 2,7%      | 0         | 17 288    | 1,2%      | 0         | 7 014   | 0,5%   | 0      | 2 713  | 0,2% | 0    | 1 284  | 0,1%   | 0      | 6 918   | 0,5%    | 0       |
| 03/03 | Minnesota                         | Primaire ouverte      | 75       | 287 553   | 38,6% | 38    | 222 431   | 29,9%   | 27      | 2 504   | 0,3%    | 0       | 114 674 | 15,4%  | 10     | 61 882    | 8,3%      | 0         | 7 616     | 1,0%      | 0         | 41 530    | 5,6%      | 0         | 551     | 0,1%   | 0      | 1 749  | 0,2% | 0    | 315    | 0,0%   | 0      | 72      | 0,0%    | 0       |
| 03/03 | Oklahoma                          | Primaire semi-fermée  | 37       | 117 633   | 38,7% | 21    | 77 425    | 25,5%   | 13      | 5 109   | 1,7%    | 0       | 40 732  | 13,4%  | 1      | 42 270    | 13,9%     | 2         | 5 115     | 1,7%      | 0         | 6 733     | 2,2%      | 0         | 2 006   | 0,7%   | 0      | 1 997  | 0,7% | 0    | 1 273  | 0,4%   | 0      | 680     | 0,2%    | 0       |
| 03/03 | Samoa américaines                 | Caucus ouverts        | 6        | 31        | 8,8%  | 0     | 37        | 10,5%   | 0       | 103     | 29,3%   | 2       | 5       | 1,4%   | 0      | 175       | 49,9%     | 4         | 0         | 0,0%      | 0         | 0         | 0,0%      | 0         | 0       | 0,0%   | 0      | 0      | 0,0% | 0    | 0      | 0,0%   | 0      | 0       | 0,0%    | 0       |
| 03/03 | Tennessee                         | Primaire ouverte      | 64       | 215 390   | 41,7% | 36    | 129 168   | 25,0%   | 22      | 2 278   | 0,4%    | 0       | 53 732  | 10,4%  | 1      | 79 789    | 15,5%     | 5         | 17 102    | 3,3%      | 0         | 10 671    | 2,1%      | 0         | 1 932   | 0,4%   | 0      | 1 097  | 0,2% | 0    | 1 650  | 0,3%   | 0      | 182     | 0,0%    | 0       |
| 03/03 | Texas                             | Primaire ouverte      | 228      | 725 562   | 34,6% | 113   | 626 339   | 29,9%   | 99      | 8 688   | 0,4%    | 0       | 239 237 | 11,4%  | 5      | 300 608   | 14,4%     | 11        | 82 671    | 4,0%      | 0         | 43 291    | 2,1%      | 0         | 13 929  | 0,7%   | 0      | 6 674  | 0,3% | 0    | 10 324 | 0,5%   | 0      | 1 304   | 0,1%    | 0       |
| 03/03 | Utah                              | Primaire ouverte      | 29       | 40 674    | 18,4% | 7     | 79 728    | 36,1%   | 16      | 1 704   | 0,8%    | 0       | 35 727  | 16,2%  | 3      | 33 991    | 15,4%     | 3         | 18 734    | 8,5%      | 0         | 7 603     | 3,5%      | 0         | 703     | 0,3%   | 0      | 950    | 0,4% | 0    | 0      | 0,0%   | 0      | 55      | 0,0%    | 0       |
| 03/03 | Vermont                           | Primaire ouverte      | 16       | 34 669    | 21,9% | 5     | 79 921    | 50,6%   | 11      | 1 303   | 0,8%    | 0       | 19 785  | 12,5%  | 0      | 14 828    | 9,4%      | 0         | 3 709     | 2,4%      | 0         | 1 991     | 1,3%      | 0         | 202     | 0,1%   | 0      | 591    | 0,4% | 0    | 0      | 0,0%   | 0      | 137     | 0,1%    | 0       |
| 03/03 | Virginie                          | Primaire ouverte      | 99       | 705 501   | 53,3% | 67    | 306 388   | 23,2%   | 31      | 11 288  | 0,9%    | 0       | 142 546 | 10,8%  | 1      | 128 030   | 9,7%      | 0         | 11 199    | 0,9%      | 0         | 8 414     | 0,6%      | 0         | 1 472   | 0,1%   | 0      | 3 361  | 0,3% | 0    | 1 437  | 0,1%   | 0      | 370     | 0,0%    | 0       |
| 10/03 | Dakota du Nord                    | Caucus ouverts        | 14       | 5 742     | 39,5% | 6     | 7 682     | 52,8%   | 8       | 89      | 0,6%    | 0       | 366     | 2,5%   | 0      | 113       | 0,8%      | 0         | 164       | 1,1%      | 0         | 223       | 1,5%      | 0         | 6       | 0,0%   | 0      | 20     | 0,1% | 0    | 3      | 0,0%   | 0      | 2       | 0,0%    | 0       |
| 10/03 | Idaho                             | Primaire fermée       | 20       | 53 151    | 48,9% | 12    | 46 114    | 42,4%   | 8       | 876     | 0,8%    | 0       | 2 878   | 2,7%   | 0      | 2 612     | 2,4%      | 0         | 1 426     | 1,3%      | 0         | 774       | 0,7%      | 0         | 112     | 0,1%   | 0      | 310    | 0,3% | 0    | 92     | 0,1%   | 0      | 19      | 0,0%    | 0       |
| 10/03 | Michigan                          | Primaire ouverte      | 125      | 840 360   | 52,9% | 73    | 576 926   | 36,3%   | 52      | 9 461   | 0,6%    | 0       | 26 148  | 1,7%   | 0      | 73 464    | 4,6%      | 0         | 22 462    | 1,4%      | 0         | 11 018    | 0,7%      | 0         | 1 732   | 0,1%   | 0      | 2 380  | 0,2% | 0    | 1 536  | 0,1%   | 0      | 0       | 0,0%    | 0       |
| 10/03 | Mississippi                       | Primaire ouverte      | 36       | 222 160   | 81,0% | 34    | 40 657    | 14,8%   | 2       | 1 003   | 0,4%    | 0       | 1 550   | 0,6%   | 0      | 6 933     | 2,5%      | 0         | 562       | 0,2%      | 0         | 440       | 0,2%      | 0         | 378     | 0,1%   | 0      | 450    | 0,2% | 0    | 0      | 0,0%   | 0      | 258     | 0,1%    | 0       |
| 10/03 | Missouri                          | Primaire ouverte      | 68       | 400 347   | 60,1% | 44    | 230 374   | 34,6%   | 24      | 4 887   | 0,7%    | 0       | 8 156   | 1,2%   | 0      | 9 866     | 1,5%      | 0         | 3 309     | 0,5%      | 0         | 2 682     | 0,4%      | 0         | 584     | 0,1%   | 0      | 953    | 0,1% | 0    | 206    | 0,0%   | 0      | 52      | 0,0%    | 0       |
| 10/03 | Washington (État)                 | Primaire semi-ouverte | 89       | 591 403   | 37,9% | 46    | 570 039   | 36,6%   | 43      | 13 199  | 0,9%    | 0       | 142 652 | 9,2%   | 0      | 122 530   | 7,9%      | 0         | 63 344    | 4,1%      | 0         | 33 383    | 2,1%      | 0         | 3 455   | 0,2%   | 0      | 6 403  | 0,4% | 0    | 2 044  | 0,1%   | 0      | 508     | 0,0%    | 0       |
| 14/03 | Îles Mariannes du Nord            | Caucus fermés         | 6        | 48        | 35,8% | 2     | 84        | 62,7%   | 4       | 0       | 0,0%    | 0       | 0       | 0,0%   | 0      | 0         | 0,0%      | 0         | 0         | 0,0%      | 0         | 0         | 0,0%      | 0         | 0       | 0,0%   | 0      | 0      | 0,0% | 0    | 0      | 0,0%   | 0      | 0       | 0,0%    | 0       |
| 17/03 | Arizona                           | Primaire fermée       | 67       | 268 029   | 50,0% | 38    | 200 456   | 37,4%   | 29      | 3 014   | 0,6%    | 0       | 35 537  | 6,6%   | 0      | 0         | 0,0%      | 0         | 24 868    | 4,6%      | 0         | 0         | 0,0%      | 0         | 0       | 0,0%   | 0      | 1 921  | 0,4% | 0    | 0      | 0,0%   | 0      | 242     | 0,1%    | 0       |
| 17/03 | Floride                           | Primaire fermée       | 219      | 1 077 375 | 62,0% | 162   | 397 311   | 22,8%   | 57      | 8 712   | 0,5%    | 0       | 32 875  | 1,9%   | 0      | 146 544   | 8,4%      | 0         | 39 886    | 2,3%      | 0         | 17 276    | 1,0%      | 0         | 2 510   | 0,1%   | 0      | 5 286  | 0,3% | 0    | 4 244  | 0,2%   | 0      | 661     | 0,0%    | 0       |
| 17/03 | Illinois                          | Primaire ouverte      | 155      | 986 661   | 58,9% | 95    | 605 701   | 36,2%   | 60      | 9 642   | 0,6%    | 0       | 24 413  | 1,5%   | 0      | 25 500    | 1,5%      | 0         | 9 729     | 0,6%      | 0         | 0         | 0,0%      | 0         | 1 684   | 0,1%   | 0      | 4 021  | 0,2% | 0    | 1 346  | 0,1%   | 0      | 1 567   | 0,1%    | 0       |
| 04/04 | Wyoming                           | Caucus fermés         | 14       | 10 912    | 72,2% | 10    | 4 206     | 27,8%   | 4       | 0       | 0,0%    | 0       | 0       | 0,0%   | 0      | 0         | 0,0%      | 0         | 0         | 0,0%      | 0         | 0         | 0,0%      | 0         | 0       | 0,0%   | 0      | 0      | 0,0% | 0    | 0      | 0,0%   | 0      | 0       | 0,0%    | 0       |
| 07/04 | Wisconsin                         | Primaire ouverte      | 84       | 581 463   | 62,9% | 56    | 293 441   | 31,7%   | 28      | 5 565   | 0,6%    | 0       | 14 060  | 1,5%   | 0      | 8 846     | 1,0%      | 0         | 4 946     | 0,5%      | 0         | 6 079     | 0,7%      | 0         | 836     | 0,1%   | 0      | 3 349  | 0,4% | 0    | 475    | 0,1%   | 0      | 311     | 0,0%    | 0       |
| 11/04 | Alaska                            | Primaire fermée       | 15       | 10 834    | 55,3% | 8     | 8 755     | 44,7%   | 7       | 0       | 0,0%    | 0       | 0       | 0,0%   | 0      | 0         | 0,0%      | 0         | 0         | 0,0%      | 0         | 0         | 0,0%      | 0         | 0       | 0,0%   | 0      | 0      | 0,0% | 0    | 0      | 0,0%   | 0      | 0       | 0,0%    | 0       |
| 28/04 | Ohio                              | Primaire semi-ouverte | 136      | 647 284   | 72,4% | 115   | 149 683   | 16,7%   | 21      | 4 560   | 0,5%    | 0       | 30 985  | 3,5%   | 0      | 28 704    | 3,2%      | 0         | 15 113    | 1,7%      | 0         | 11 899    | 1,3%      | 0         | 2 801   | 0,3%   | 0      | 0      | 0,0% | 0    | 2 030  | 0,2%   | 0      | 822     | 0,1%    | 0       |
| 02/05 | Kansas                            | Primaire fermée       | 39       | 110 041   | 76,9% | 29    | 33 142    | 23,2%   | 10      | 0       | 0,0%    | 0       | 0       | 0,0%   | 0      | 0         | 0,0%      | 0         | 0         | 0,0%      | 0         | 0         | 0,0%      | 0         | 0       | 0,0%   | 0      | 0      | 0,0% | 0    | 0      | 0,0%   | 0      | 0       | 0,0%    | 0       |
| 12/05 | Nebraska                          | Primaire semi-fermée  | 29       | 126 444   | 76,8% | 29    | 23 214    | 14,1%   | 0       | 4 523   | 2,8%    | 0       | 10 401  | 6,3%   | 0      | 0         | 0,0%      | 0         | 0         | 0,0%      | 0         | 0         | 0,0%      | 0         | 0       | 0,0%   | 0      | 0      | 0,0% | 0    | 0      | 0,0%   | 0      | 0       | 0,0%    | 0       |
| 19/05 | Oregon                            | Primaire fermée       | 61       | 408 315   | 66,0% | 46    | 127 345   | 20,6%   | 15      | 10 717  | 1,7%    | 0       | 59 355  | 9,6%   | 0      | 0         | 0,0%      | 0         | 0         | 0,0%      | 0         | 0         | 0,0%      | 0         | 0       | 0,0%   | 0      | 0      | 0,0% | 0    | 0      | 0,0%   | 0      | 0       | 0,0%    | 0       |
| 23/05 | Hawaï                             | Primaire fermée       | 24       | 21 215    | 63,2% | 16    | 12 337    | 36,8%   | 8       | 0       | 0,0%    | 0       | 0       | 0,0%   | 0      | 0         | 0,0%      | 0         | 0         | 0,0%      | 0         | 0         | 0,0%      | 0         | 0       | 0,0%   | 0      | 0      | 0,0% | 0    | 0      | 0,0%   | 0      | 0       | 0,0%    | 0       |
| 02/06 | Dakota du Sud                     | Primaire semi-ouverte | 16       | 40 800    | 77,5% | 13    | 11 861    | 22,5%   | 3       | 0       | 0,0%    | 0       | 0       | 0,0%   | 0      | 0         | 0,0%      | 0         | 0         | 0,0%      | 0         | 0         | 0,0%      | 0         | 0       | 0,0%   | 0      | 0      | 0,0% | 0    | 0      | 0,0%   | 0      | 0       | 0,0%    | 0       |
| 02/06 | Indiana                           | Primaire ouverte      | 82       | 363 880   | 76,6% | 81    | 63 830    | 13,4%   | 1       | 2 527   | 0,5%    | 0       | 13 517  | 2,9%   | 0      | 4 608     | 1,0%      | 0         | 17 159    | 3,6%      | 0         | 3 712     | 0,8%      | 0         | 1 312   | 0,3%   | 0      | 4 255  | 0,9% | 0    | 0      | 0,0%   | 0      | 0       | 0,0%    | 0       |
| 02/06 | Maryland                          | Primaire fermée       | 96       | 879 753   | 83,7% | 96    | 81 939    | 7,8%    | 0       | 4 226   | 0,4%    | 0       | 27 134  | 2,6%   | 0      | 6 773     | 0,6%      | 0         | 7 180     | 0,7%      | 0         | 5 685     | 0,5%      | 0         | 671     | 0,1%   | 0      | 6 670  | 0,6% | 0    | 2 291  | 0,2%   | 0      | 406     | 0,0%    | 0       |
| 02/06 | Montana                           | Primaire ouverte      | 19       | 111 706   | 74,5% | 18    | 22 033    | 14,7%   | 1       | 0       | 0,0%    | 0       | 11 984  | 8,0%   | 0      | 0         | 0,0%      | 0         | 0         | 0,0%      | 0         | 0         | 0,0%      | 0         | 0       | 0,0%   | 0      | 0      | 0,0% | 0    | 0      | 0,0%   | 0      | 0       | 0,0%    | 0       |
| 02/06 | Nouveau-Mexique                   | Primaire fermée       | 34       | 181 700   | 73,3% | 30    | 37 435    | 15,1%   | 4       | 2 735   | 1,1%    | 0       | 14 552  | 5,9%   | 0      | 0         | 0,0%      | 0         | 0         | 0,0%      | 0         | 0         | 0,0%      | 0         | 0       | 0,0%   | 0      | 4 026  | 1,6% | 0    | 0      | 0,0%   | 0      | 971     | 0,4%    | 0       |
| 02/06 | Pennsylvanie                      | Primaire fermée       | 186      | 1 264 624 | 79,3% | 151   | 287 834   | 18,0%   | 35      | 43 050  | 2,7%    | 0       | 0       | 0,0%   | 0      | 0         | 0,0%      | 0         | 0         | 0,0%      | 0         | 0         | 0,0%      | 0         | 0       | 0,0%   | 0      | 0      | 0,0% | 0    | 0      | 0,0%   | 0      | 0       | 0,0%    | 0       |
| 02/06 | Rhode Island                      | Primaire semi-fermée  | 26       | 79 728    | 76,7% | 25    | 15 525    | 14,9%   | 1       | 651     | 0,6%    | 0       | 4 479   | 4,3%   | 0      | 0         | 0,0%      | 0         | 0         | 0,0%      | 0         | 0         | 0,0%      | 0         | 0       | 0,0%   | 0      | 802    | 0,8% | 0    | 0      | 0,0%   | 0      | 0       | 0,0%    | 0       |
| 02/06 | Washington (district de Columbia) | Primaire fermée       | 20       | 84 093    | 76,0% | 20    | 11 116    | 10,0%   | 0       | 442     | 0,4%    | 0       | 14 228  | 12,9%  | 0      | 0         | 0,0%      | 0         | 0         | 0,0%      | 0         | 0         | 0,0%      | 0         | 0       | 0,0%   | 0      | 0      | 0,0% | 0    | 0      | 0,0%   | 0      | 0       | 0,0%    | 0       |
| 06/06 | Guam                              | Caucus fermés         | 7        | 270       | 69,6% | 5     | 118       | 30,4%   | 2       | 0       | 0,0%    | 0       | 0       | 0,0%   | 0      | 0         | 0,0%      | 0         | 0         | 0,0%      | 0         | 0         | 0,0%      | 0         | 0       | 0,0%   | 0      | 0      | 0,0% | 0    | 0      | 0,0%   | 0      | 0       | 0,0%    | 0       |
| 06/06 | Îles Vierges                      | Caucus fermés         | 7        | 502       | 91,3% | 7     | 28        | 5,1%    | 0       | 0       | 0,0%    | 0       | 0       | 0,0%   | 0      | 0         | 0,0%      | 0         | 0         | 0,0%      | 0         | 0         | 0,0%      | 0         | 0       | 0,0%   | 0      | 0      | 0,0% | 0    | 0      | 0,0%   | 0      | 0       | 0,0%    | 0       |
| 09/06 | Géorgie                           | Primaire ouverte      | 105      | 922 177   | 84,9% | 105   | 101 668   | 9,4%    | 0       | 4 117   | 0,4%    | 0       | 21 906  | 2,0%   | 0      | 7 657     | 0,7%      | 0         | 6 346     | 0,6%      | 0         | 4 317     | 0,4%      | 0         | 1 752   | 0,2%   | 0      | 9 117  | 0,8% | 0    | 5 154  | 0,5%   | 0      | 1 042   | 0,1%    | 0       |
| 09/06 | Virginie-Occidentale              | Primaire semi-fermée  | 28       | 122 518   | 65,4% | 28    | 22 793    | 12,2%   | 0       | 4 163   | 2,2%    | 0       | 5 741   | 3,1%   | 0      | 3 759     | 2,0%      | 0         | 3 455     | 1,8%      | 0         | 3 011     | 1,6%      | 0         | 1 235   | 0,7%   | 0      | 2 590  | 1,4% | 0    | 1 865  | 1,0%   | 0      | 882     | 0,5%    | 0       |
| 23/06 | Kentucky                          | Primaire fermée       | 54       | 365 284   | 67,9% | 52    | 65 055    | 12,1%   | 0       | 5 859   | 1,1%    | 0       | 15 300  | 2,8%   | 0      | 0         | 0,0%      | 0         | 9 127     | 1,7%      | 0         | 5 296     | 1,0%      | 0         | 2 656   | 0,5%   | 0      | 7 267  | 1,4% | 0    | 2 514  | 0,5%   | 0      | 1 183   | 0,2%    | 0       |
| 23/06 | New York                          | Primaire fermée       | 274      | 508 719   | 67,6% | 231   | 142 818   | 19,0%   | 43      | 5 935   | 0,8%    | 0       | 33 165  | 4,4%   | 0      | 26 022    | 3,5%      | 0         | 11 713    | 1,6%      | 0         | 5 874     | 0,8%      | 0         | 1 414   | 0,2%   | 0      | 12 585 | 1,7% | 0    | 2 071  | 0,3%   | 0      | 2 199   | 0,3%    | 0       |
| 07/07 | Delaware                          | Primaire fermée       | 21       | 81 954    | 89,4% | 21    | 6 878     | 7,5%    | 0       | 0       | 0,0%    | 0       | 2 850   | 3,1%   | 0      | 0         | 0,0%      | 0         | 0         | 0,0%      | 0         | 0         | 0,0%      | 0         | 0       | 0,0%   | 0      | 0      | 0,0% | 0    | 0      | 0,0%   | 0      | 0       | 0,0%    | 0       |
| 07/07 | New Jersey                        | Primaire fermée       | 126      | 813 693   | 84,9% | 121   | 140 336   | 14,7%   | 5       | 0       | 0,0%    | 0       | 0       | 0,0%   | 0      | 0         | 0,0%      | 0         | 0         | 0,0%      | 0         | 0         | 0,0%      | 0         | 0       | 0,0%   | 0      | 0      | 0,0% | 0    | 0      | 0,0%   | 0      | 0       | 0,0%    | 0       |
| 11/07 | Louisiane                         | Primaire fermée       | 54       | 212 555   | 79,5% | 54    | 19 859    | 7,4%    | 0       | 1 962   | 0,7%    | 0       | 6 426   | 2,4%   | 0      | 4 312     | 1,6%      | 0         | 2 363     | 0,9%      | 0         | 2 431     | 0,9%      | 0         | 902     | 0,3%   | 0      | 4 617  | 1,7% | 0    | 6 173  | 2,3%   | 0      | 877     | 0,3%    | 0       |
| 12/07 | Porto Rico                        | Primaire ouverte      | 51       | 3 930     | 56,0% | 44    | 932       | 13,3%   | 5       | 194     | 2,8%    | 0       | 101     | 1,4%   | 0      | 894       | 12,7%     | 2         | 158       | 2,3%      | 0         | 31        | 0,4%      | 0         | 62      | 0,9%   | 0      | 0      | 0,0% | 0    | 0      | 0,0%   | 0      | 0       | 0,0%    | 0       |
| 11/08 | Connecticut                       | Primaire fermée       | 60       | 221 323   | 84,9% | 60    | 30 062    | 11,5%   | 0       | 3 398   | 1,3%    | 0       | 0       | 0,0%   | 0      | 0         | 0,0%      | 0         | 0         | 0,0%      | 0         | 0         | 0,0%      | 0         | 0       | 0,0%   | 0      | 0      | 0,0% | 0    | 0      | 0,0%   | 0      | 0       | 0,0%    | 0       |

## Attitudes des médias
La chaine MSNBC propose une couverture nettement moins favorable de Bernie Sanders que de ses adversaires. Une étude du magazine In These Times sur les trois favoris de la primaire (Joe Biden, Elizabeth Warren et Bernie Sanders) relève que la chaine d'information évoque bien moins souvent dans ses reportages le candidat démocrate-socialiste qu'Elizabeth Warren et surtout que Joe Biden, mais est aussi bien plus négative à son égard.
D'après le journaliste Serge Halimi, la presse américaine serait généralement très hostile à Bernie Sanders : « un ponte des médias, qui gagne énormément d’argent, comprend que le programme fiscal de M. Sanders ne l’épargnerait pas. Et puis, se déclarer favorable au socialisme, même « démocratique », n’est pas le meilleur des accélérateurs de carrière à la télévision. »

## Convention nationale démocrate
La Convention nationale démocrate devrait se dérouler entre le 13 et le 16 juillet 2020, à Milwaukee, dans le Wisconsin. L'État est choisi en raison de sa situation de pivot : gagné par Donald Trump en 2016 avec une marge très faible, l'État avait voté démocrate sans interruption depuis 1984.
En raison de la pandémie de Covid-19 aux États-Unis, la Convention nationale démocrate a été reportée entre le 17 et le 20 août 2020. La convention se tient presque entièrement de manière virtuelle, la pandémie de Covid-19 empêchant les grands rassemblements.

## Controverses
En septembre 2019, la presse confirme les propos d'un avocat de Donald Trump selon qui le président américain a réclamé à huit reprises à son homologue ukrainien des investigations contre Hunter Biden, le fils de Joe Biden, soupçonné de corruption lorsqu'il travaillait pour un groupe gazier ukrainien dont son père était vice-président.
Hillary Clinton accuse, sans avancer de preuve, Tulsi Gabbard d’être un agent à la solde du Kremlin. Face au scandale provoqué par ces accusations, Hillary Clinton affirme que ses propos ont été « mal caractérisés » par la presse.
Dans un spot publicitaire diffusé à partir d'octobre 2019, Joe Biden affirme être la cible d'un complot russe.